# (4484) Sif
(4484) Sif est un astéroïde de la ceinture principale.

## Description
(4484) Sif est un astéroïde de la ceinture principale. Il fut découvert le 25 février 1987 à Brorfelde par Poul Jensen. Il présente une orbite caractérisée par un demi-grand axe de 2,63 UA, une excentricité de 0,10 et une inclinaison de 29,8° par rapport à l'écliptique.

## Nom
Cet astéroïde a été nommé d'après Sif, qui dans la mythologie nordique est l'épouse de Thor. Dans la hiérarchie du Panthéon nordique, Sif est, après Frigg, la femme d'Odin, la plus haute classée des déesses de l'Aesir. Elle est souvent courtisée par les autres dieux, quoiqu'ils craignent la colère de son mari, le dieu du tonnerre. Sif est une déesse associée à la Terre.

## Compléments